# Grégory Vignal
Grégory Vignal (* 19. Juli 1981 in Montpellier) ist ein ehemaliger französischer Fußballspieler.

## Karriere
Vignal begann seine Laufbahn 1998 beim Hérault Sport-Club seiner Heimatstadt Montpellier. 2000 nahm er an der U18-Europameisterschaft teil und gewann mit dem französischen Team den Titel. Auf den jungen Spieler wurde der FC Liverpool aufmerksam, der ihn im September 2000 verpflichtete. In der Profimannschaft debütierte er am 6. Januar 2001 beim Pokalspiel gegen Rotherham United. In der Saison 2001/02 kam John Arne Riise zum FC Liverpool, der mit mehr Erfahrung die Spielposition Vignals einnahm. Außerdem brach Vignal sich den Fuß, so dass er in dieser und in der folgenden Spielzeit nur auf wenige Liga- und Pokaleinsätze für die Reds kam.
Mitte Januar 2003 wurde er für die Rückrunde an den SC Bastia in die Ligue 1 ausgeliehen. Stade Rennes (Hinrunde 2003/04) und Espanyol Barcelona (Rückrunde 2003/04) waren die Vereine, an die der FC Liverpool Vignal in der folgenden Spielzeit auslieh. Danach spielte er die gesamte Saison 2004/05 für die Glasgow Rangers, mit denen er die schottische Meisterschaft und den Ligapokal gewann; in dieser Spielzeit absolvierte er 42 Pflichtspiele.
Erst 2005 entließen die Reds ihn aus seinem eigentlich noch ein weiteres Jahr gültigen Vertrag. Vignal wurde sich aber mit den Rangers nicht über eine Verlängerung einig, und er unterschrieb stattdessen beim FC Portsmouth in der Premier League. Dort jedoch konnte er sich nicht durchsetzen, und nach einer Saison ging er 2006 zurück nach Frankreich zum RC Lens. Im Januar 2007 lieh ihn der deutsche Zweitligist 1. FC Kaiserslautern für die Rückrunde der Saison 2006/07 aus. Anschließend ging er zurück zum RC Lens, wurde aber gleich erneut verliehen in die englische zweite Liga zum FC Southampton. Zur Saison 2008/09 kehrte Vignal wiederum nach Lens zurück; 2009 wurde er erneut nach England ausgeliehen, zu Birmingham City. Im August 2010 wechselte er schließlich zu Atromitos Athen.

## Erfolge
- Englischer Pokalsieger: 2001
- UEFA-Pokalsieger: 2001
- UEFA-Supercup-Gewinner: 2001
- Schottischer Ligapokalsieger: 2005
- Schottischer Meister: 2005